# Хутор Надежда
«Хутор Надежда» — государственный заповедник-музей И. К. Карпенко-Карого (Тобилевича). Как и музейно-природный заповедник «Тобилевичи» является филиалом Кировоградского областного краеведческого музея.
Создан на территории усадьбы, принадлежавшей выдающемуся драматургу, театральному деятелю конца XIX — начала XX века Ивану Карпенко-Карому (Тобилевичу).
Усадьба заложена в 1871 году отцом драматурга Карпом Тобилевичем и названа именем его жены — Надежды Тарковской. Впоследствии И. Карпенко-Карый выбирает усадьбу постоянным местом жительства.
Сначала семья Тобилевичей вела здесь скромное собственное хозяйство. С того времени сохранились «Дом Отца» и старая чумацкая криница. После возвращения из трёхлетней политической ссылки, весной 1887 года Иван Карпович поселяется на хуторе и решает превратить его в живописный уголок родной природы — по его собственному выражению «оазис в степи».
На хуторе Надежда им написано 11 пьес из 18, которые вошли в золотой фонд национальной классической драматургии. Это «Сто тысяч», «Хозяин», здесь же были написаны им исторические драмы «Савва Чалый», «Гандзя» и другие.

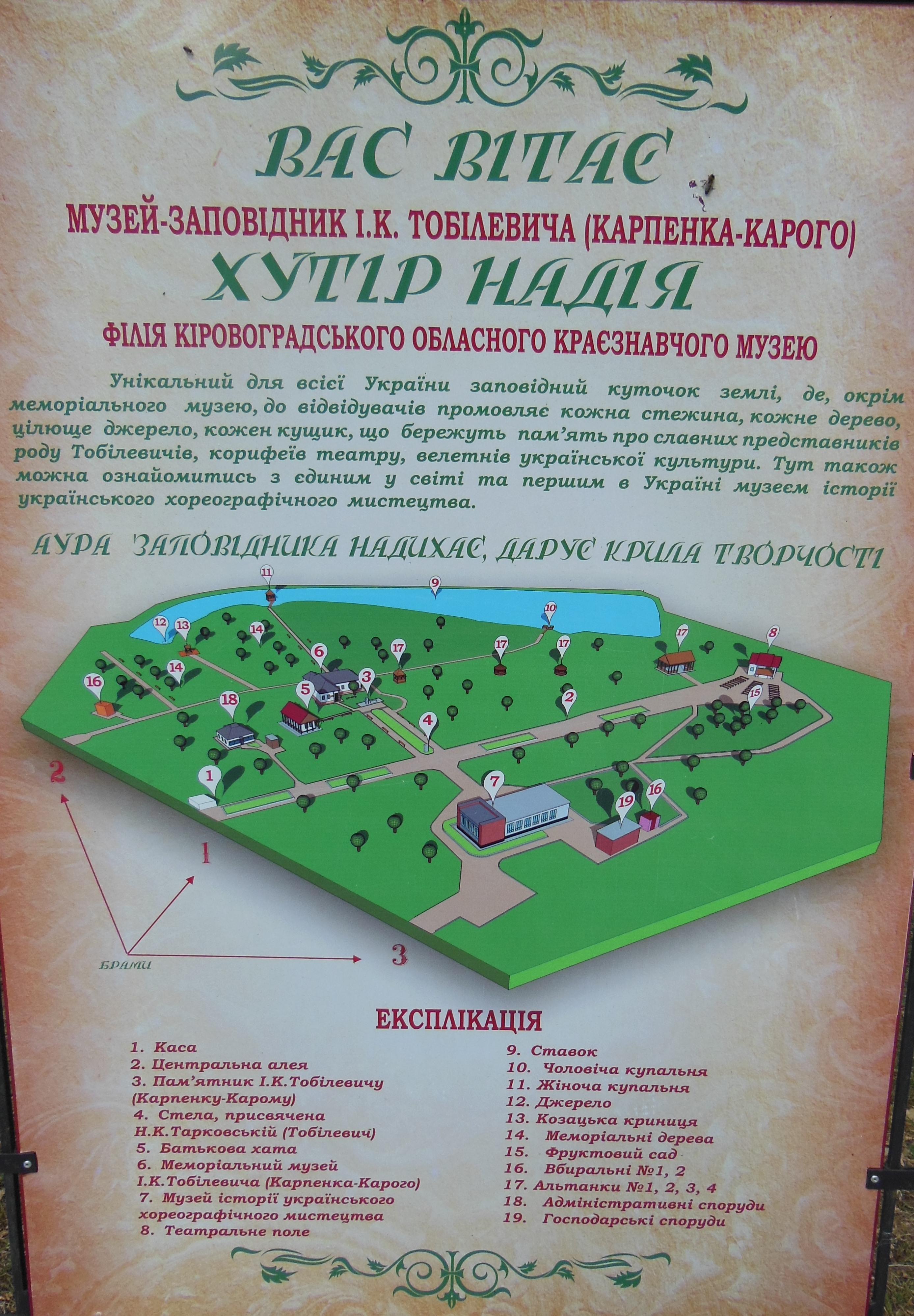
План музея

В усадьбе в разное время проживали Николай Садовский, Панас Саксаганский, М. Садовская-Барилотти. Здесь встречались талантливые художники М. Заньковецкая, М. Кропивницкий, М. Старицкий и многие другие известные театральные деятели, писатели и художники.
В комплекс усадьбы входят: родительский дом, мемориальный дом, помещение литературно-мемориального музея, парк — памятник садово-паркового искусства «Хутор Надежда» (площадью 11 га) и пруд. Установлен памятник-бюст И. Карпенко-Карого. Сейчас здесь постоянно проводятся традиционные театральные праздника «Сентябрьские самоцветы».

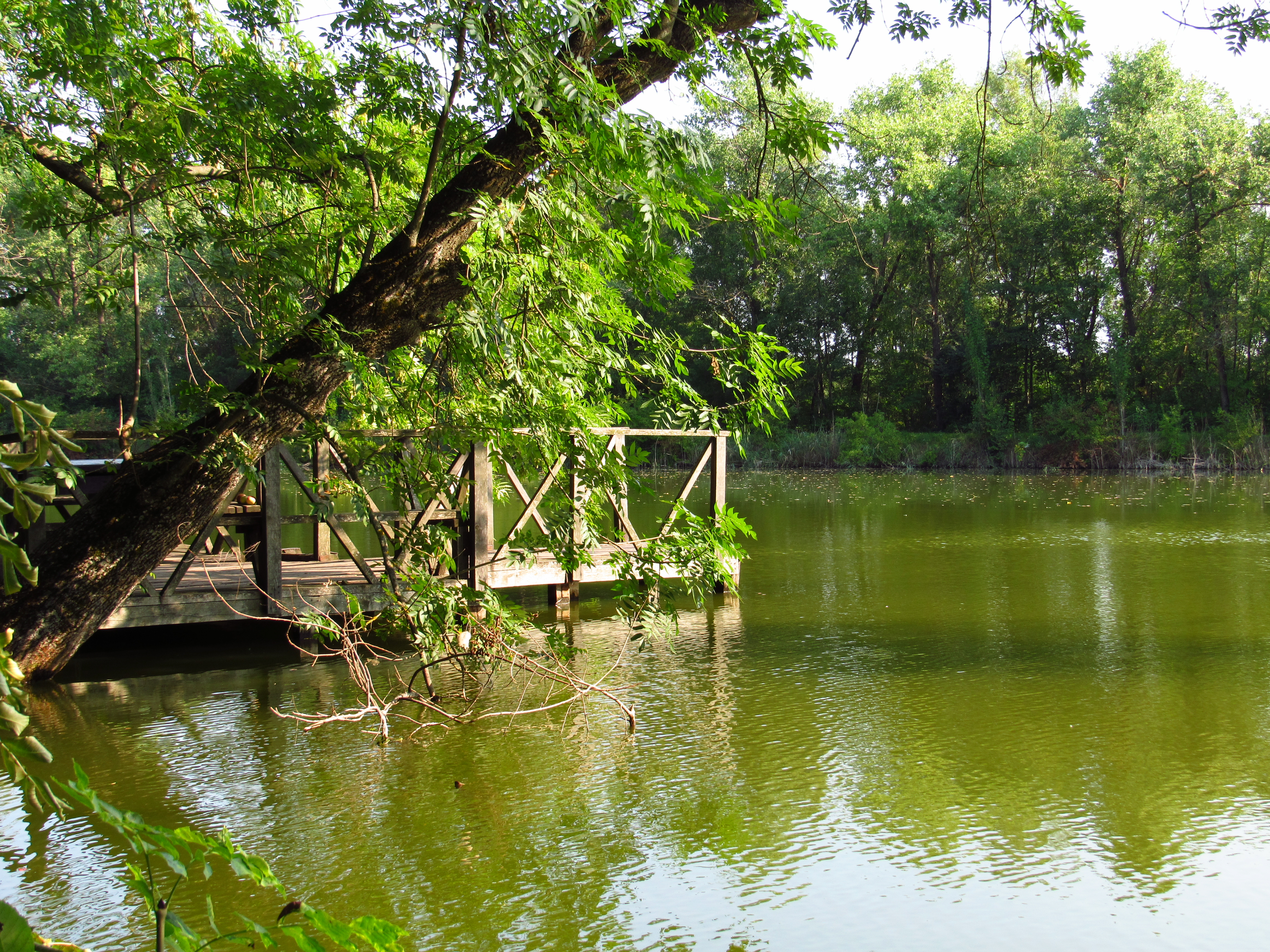
Пруд в парке

Неподалеку от хутора, на Карлюжинском кладбище, похоронен Иван Карпович, а также члены его семьи.
В 1956 году «Хутор Надежда» объявлен государственным заповедником-музеем. С тех пор заведение работает на правах отдела Кировоградского областного краеведческого музея. Его уникальность отмечена многими выдающимися деятелями украинской культуры, среди которых Юрий Яновский, Пётр Панч, Олесь Гончар, Александр Корнейчук и другие.
В 1970 году во время празднования 125-летия со дня рождения Ивана Карповича Тобилевича (Карпенко-Карого), при участии самых выдающихся современных украинских писателей и деятелей театра был учреждён ежегодный праздник театрального искусства «Сентябрьские самоцветы», который с 1990 года стал всеукраинским.
В 1982 году, к 100-летию основания украинского Театра корифеев, восстановлен дом драматурга, который был разрушен в 1944 году. Накануне празднования 150-летнего юбилея драматурга в нём открыта новая театрально-литературная и мемориальная экспозиция.
В заповеднике-музее «Хутор Надежда» экспонируется около 2 тысяч предметов, значительная часть которых передана семьёй Тобилевичей-Тарковских.
Ежегодно «Хутор Надежда» посещают более 4 тысяч гостей из разных регионов Украины и зарубежья.
Общее количество сотрудников музея составляет 13 человек.